# Publio Cornelio Escipión (cónsul 16 a. C.)
Publio Cornelio Escipión (en latín, Publius Cornelius Scipio) fue un senador romano, hijo de Publio Cornelio Escipión Salvitón y Escribonia. Nacido en 48 a. C. y fallecido después de 2 a. C.

## Familia
Era el hermano mayor de Cornelia Escipión y el medio hermano mayor de Julia la Mayor, que a su vez era la hija del emperador Augusto. Escipión afirmaba ser descendiente de Escipión el Africano, de lo que se jactaba. 

## Carrera política
Escipión fue cónsul en 16 a. C., en el mismo año que murió su hermana Cornelia, a la edad de treinta años. El poeta Propercio escribió una elegía de Cornelia para su funeral, y elogió a su familia, incluyendo a Escipión y Escribonia. 
En el año 2 a. C. Escipión fue exiliado por razones no conocidas del todo, aunque se citan como oficiales la traición, el adulterio y el incesto con Julia.